# なんじゃそら三人組
『なんじゃそら三人組』（なんじゃそらさんにんぐみ）は、朝日放送（ABCテレビ）ほかで放送されていたコメディ番組。製作局の朝日放送では1995年4月2日から2000年3月26日まで、毎週日曜 12:00 - 12:55 （日本標準時）に放送。当初のタイトルは『爆笑コメディ・なんじゃそら三人組』（ばくしょうコメディ・なんじゃそらさんにんぐみ）で、1996年1月7日放送分からは『なんじゃそら三人組・旅情編』（なんじゃそらさんにんぐみ・りょじょうへん）と題して放送されていた。

## 概要
旅情編になる前（1995年4月から12月まで）は、トミーズ雅、石田靖、前田勝（ティーアップ）主演の商店街を舞台にしたコメディだった。エンディングでは、雅と石田による「商店街でなんじゃそら」というミニコーナーが放送されていた。
旅情編になってからは旅館「ほのぼの旅館」のロビー（前期）、離れの和室（後期）の設定とされ、番頭の雅、石田、吉田ヒロ、仲居の山田花子、板前の池乃めだか、駐在のトミーズ健が集うところへゲストがやってきて騒動が起こるが、最後には一件落着するという流れになった。後期では笑いのつかみとして劇のオープニングにバスタオルで胸から下を覆った女性数名と、その入浴を覗いていた出演者（主にめだか）が出てくることが多く、中盤では駐在役の健が着ぐるみの警察犬・ケンケンと一緒に登場したあとは、しばらく小道具を使って健にノリツッコミをさせ、その滑りっぷりを出演者全員でからかうのがお約束になっていた。これを機に、健はすべり芸キャラを確立した。
旅情編以後のエンディングでは当初、木内あきらと山田花子によるミニコーナー「つっこまない2人旅」が放送されていたが、1年で「今週のハイライト」に変更。後期には、本編で放送されなかった未公開シーンが放送されていた。エンディングテーマは、雅が歌唱を担当した「いじめやんといて」。
収録は毎週金曜日になんばグランド花月で行われていたが、曜日は変更になる場合もあった。

## 出演者

### レギュラー
- トミーズ雅（トミーズ） - ほのぼの旅館番頭役。
- トミーズ健（トミーズ） - 駐在所の巡査役。
- 石田靖 - ほのぼの旅館番頭役。
- 山田花子 - ほのぼの旅館仲居役。
- 池乃めだか - ほのぼの旅館の板前、靖の父役。
- 吉田ヒロ - ほのぼの旅館番頭役。
- 前田五郎（当時コメディNo.1） - ほのぼの旅館のオーナー、雅の父役。
- 木内あきら - ほのぼの旅館仲居役。1995年4月から1996年3月まで出演。
- 上野みさ - ほのぼの旅館仲居役。1996年4月から2000年3月まで出演。
- 警察犬・ケンケン - 犬の着ぐるみキャラクター。駐在所の巡査役であるトミーズ健とコンビを組んで登場した。

原則として、登場人物は演じる人物の芸名がそのまま役名になっていたが、池乃めだかだけは「石田一郎」という役名が付いていた。

### よく登場したゲスト
- 原哲男
- オール阪神（オール阪神・巨人） - 怪盗シルバーヴィーナス役で、実質準レギュラーで出演。宿泊客になり済ました老婆だが、その正体は泥棒。
- 坂田利夫（当時コメディNo.1）
- 太平サブロー
- おかけんた・ゆうた
- 中田ボタン（中田カウス・ボタン）
- 内場勝則 - 内場ホテルのオーナー役。
- 藤井隆 - 芸者役。
- 佐藤武志（Wヤング）
- 濱根隆（濱根・杉本）
- 若井みどり（若井小づえ・みどり）
- 亀山房代
- ハイヒール

この他にも様々な有名人がゲスト出演した。

## スタッフ
- 作：萩原芳樹、大工富明、檀上茂、吉井三奈子ほか
- ディレクター：井口毅（ABC）、白川圭介（アイ・ティ・エス）
- プロデューサー：菊池正和（ABC）ほか
- 制作著作：ABC、吉本興業

## 放送局
- 朝日放送
- 青森朝日放送 - 1997年4月から1997年9月まで同時ネットで放送。
- 新潟テレビ21
- 名古屋テレビ（メ〜テレ） - ただし、日曜12:00枠での放送ではない。この番組の終了以後、同局は『1、2、駐在さんダァ〜!!』の放送開始まで『日曜笑劇場』のネットを休止していた。
- 広島ホームテレビ
- 瀬戸内海放送
- 九州朝日放送
- 日本海テレビ（日本テレビ系列）
- 群馬テレビ（独立UHF局）
- スカイ・A（現：スカイ・A sports+、CS放送） - 『ABCアワー』で放送。
- ほか